# ヌーノ・ゴンサルヴェス

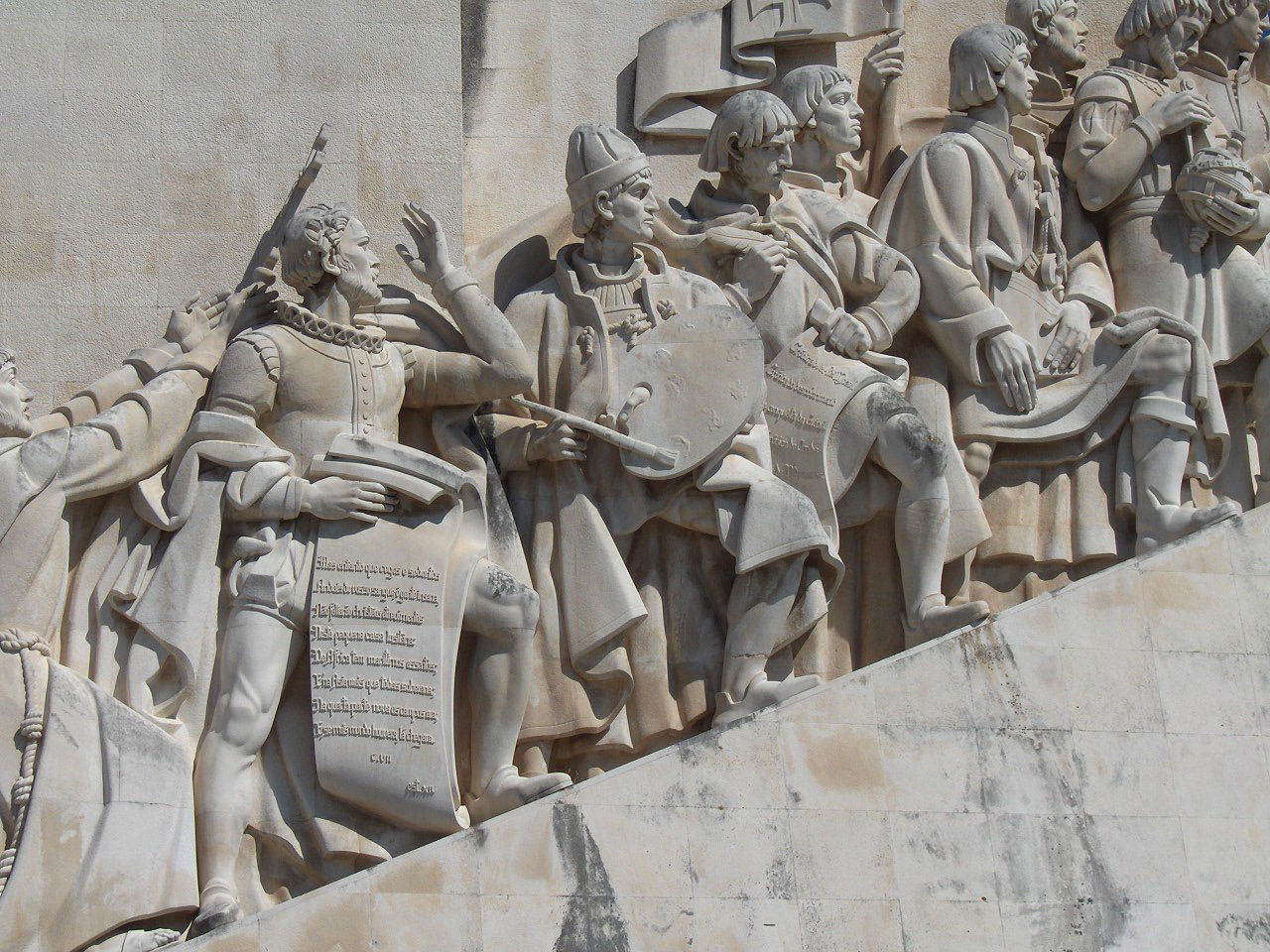
発見のモニュメント、パレットを持つ人物がゴンサルヴェスである

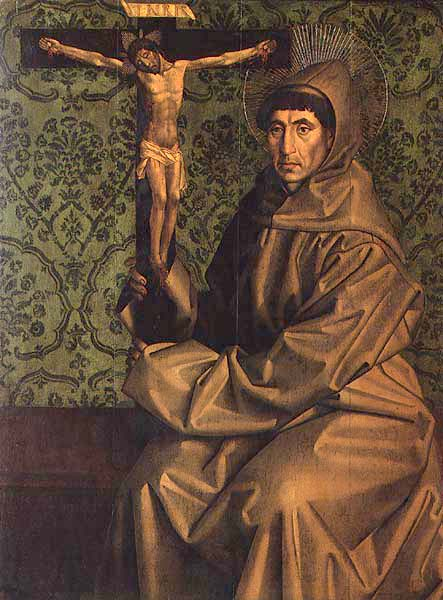
聖フランチェスコ像、国立古美術館所蔵

ヌーノ・ゴンサルヴェス （Nuno Gonçalves、1421年ころ出生、1491年ころ死去、1450年から1471年の間の活動記録がある。）は、ポルトガルの画家。15世紀に活躍し、『サン・ヴィセンテの祭壇画』（paineis de São Vicente de Fora）を描いたことで知られる。6枚の衝立からなるこの絵には、15世紀ポルトガルの各階層、聖職者、貴族、一般庶民といった人々が描かれている。
彼の生涯についてはわずかしか知られていない。出生と死没を示す日付はわかっていないが、画家として活動した時期が1450年から1490年の間であることが指摘されている。芸術史家は、16世紀にフランシスコ・デ・ホランダによって『サン・ヴィセンテの祭壇画』の原作者であることを指示されたことを参照している
。これにより、ゴンサルヴェスの手で生み出された素晴らしい仕事が知られた。フーゴー・ファン・デル・グースの父と衝立の絵を共作したと推測されたが、これには確たる証拠はない。19世紀後半にゴンサルヴェスの作品が発見されてから、画家が絵の中に描いた人物が誰なのか物議を醸してきた。3枚目の衝立に現れる人物がエンリケ航海王子であるという議論がやまない。なんにせよ、『サン・ヴィセンテの祭壇画』は、ポルトガル絵画の高位にある。
アヴェイロ美術館所蔵の、『聖ジョアナ王女像』はゴンサルヴェス作であるとされている。
ベレンにある『発見のモニュメント』（Padrão dos Descobrimentos）に、彼の姿が描写されている。

## 代表作

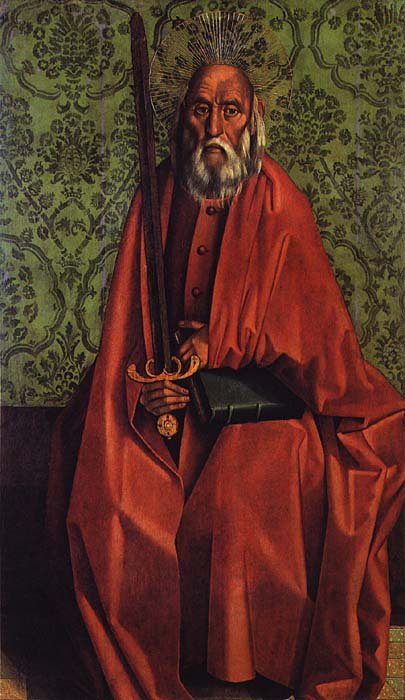
聖パウロ
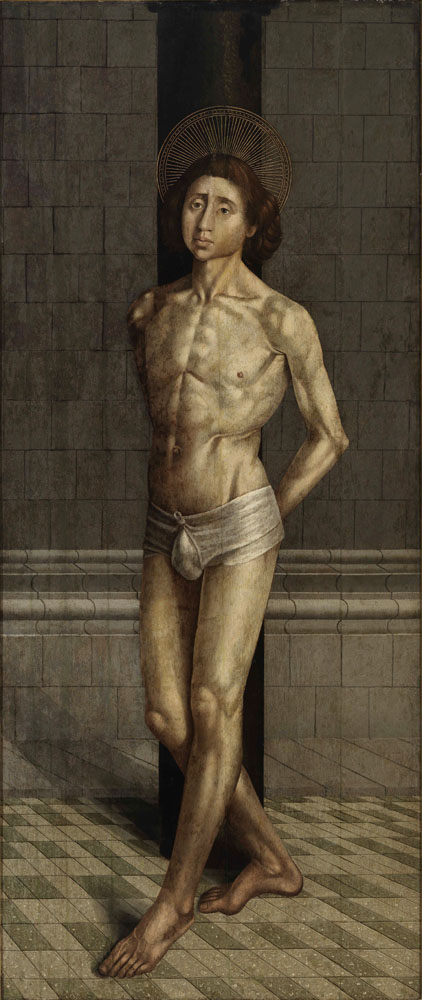
聖ヴィセンテ
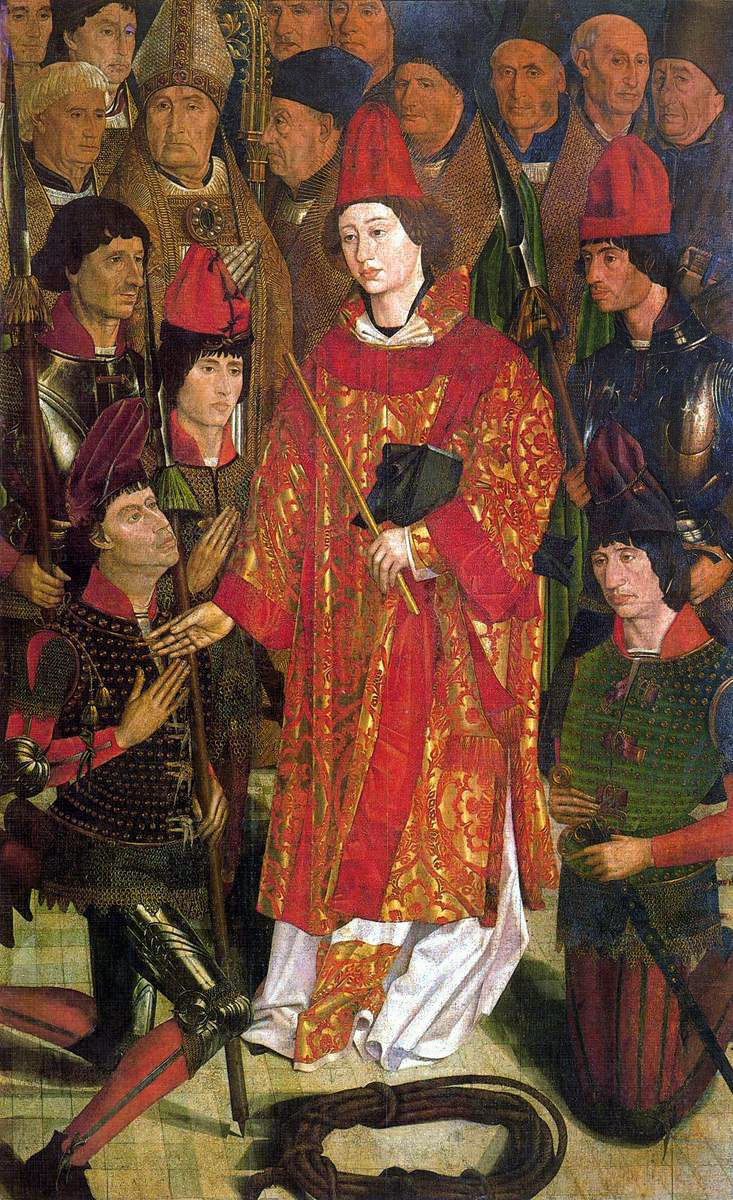
サン・ヴィセンテの祭壇画、大司教の衝立
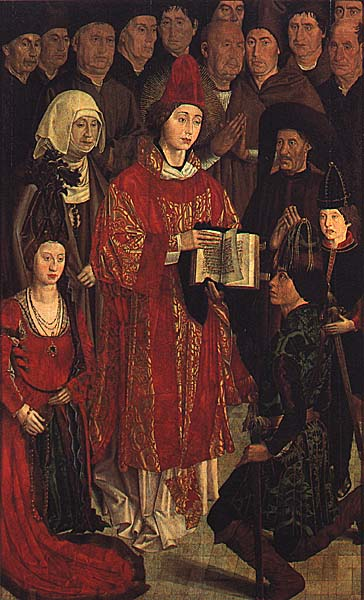
王子の衝立